# MTV (Amérique latine)
Pour les articles homonymes, voir MTV (homonymie).
MTV en Amérique latine est une chaîne de télévision hispanophone diffusée en Amérique latine. Elle fait partie du groupe ViacomCBS Networks Americas (en).

## Annexe